# Zagrotes apophysalis
Espèce
Zagrotes apophysalis est une espèce d'araignées aranéomorphes de la famille des Gnaphosidae.

## Distribution
Cette espèce est endémique d'Iran. Elle se rencontre dans les provinces de Kohguilouyeh-et-Bouyer-Ahmad et du Hormozgan.

## Description
Le mâle holotype mesure 4,29 mm et la femelle paratype 5,55 mm.

## Publication originale
- Zamani, Chatzaki, Esyunin & Marusik, 2021 : « One new genus and nineteen new species of ground spiders (Araneae: Gnaphosidae) from Iran, with other taxonomic considerations. » European Journal of Taxonomy, no 751, p. 68-114 (texte intégral).